# Lissopimpla veitchi
Lissopimpla veitchi là một loài tò vò trong họ Ichneumonidae.